# Бачинский, Дмитрий Григорьевич
Дми́трий Григо́рьевич Бачи́нский (9 ноября 1920 — 30 ноября 2007) — участник Великой Отечественной войны, командир батареи 116-й тяжёлой гаубичной артиллерийской бригады 3-й артиллерийской дивизии 7-го артиллерийского корпуса прорыва 5-й гвардейской армии 1-го Украинского фронта, капитан.
Герой Советского Союза (10.04.1945), полковник запаса с 1971 года.

## Биография
Родился 9 ноября 1920 года в селе Смотрич, ныне посёлок городского типа Дунаевецкого района Хмельницкой области Украины, в крестьянской семье. Украинец. Окончил среднюю школу. Работал учителем.
В Красной армии с 1939 года. В 1941 году окончил Киевское артиллерийское училище. Участник Великой Отечественной войны с июня 1941 года. Член ВКП(б) с 1943 года.
Командир батареи 116-й тяжёлой гаубичной артиллерийской бригады (3-я артиллерийская дивизия, 7-й артиллерийский корпус прорыва, 5-я гвардейская армия, 1-й Украинский фронт) капитан Дмитрий Бачинский 26 января 1945 года в бою на плацдарме в районе населённого пункта Линден (Липки), расположенного в семи километрах северо-западнее польского города Бжег, когда гитлеровцы обошли его наблюдательный пункт, вызвал огонь на себя и отразил вражеские атаки. Тем самым, советский офицер-артиллерист вышел победителем из смертельной схватки с противником.
Указом Президиума Верховного Совета СССР от 10 апреля 1945 года за образцовое выполнение боевых заданий командования на фронте борьбы с немецко-фашистскими захватчиками и проявленные при этом мужество и героизм капитану Бачинскому Дмитрию Григорьевичу присвоено звание Героя Советского Союза с вручением ордена Ленина и медали «Золотая Звезда» (№ 8894).
После войны Д. Г. Бачинский продолжал службу в армии. В 1960 году он окончил Военную академию имени М. В. Фрунзе. С 1968 года — старший преподаватель кафедры стрельбы и управления огнём Сумского высшего артиллерийского командного училища. С 1971 года полковник Бачинский Д. Г. — в запасе.
Жил во Львове (Украина), до ухода на заслуженный отдых работал в политехническом институте. Избирался народным депутатом СССР (26 марта 1989 года — 26 декабря 1991 года). Вёл общественную работу на посту председателя Львовской областной организации ветеранов Украины. Скончался 30 ноября 2007 года после продолжительной и тяжёлой болезни.

## Награды и звания
- Звание Герой Советского Союза.Указ Президиума Верховного Совета СССР от 10 апреля 1945 года:
  - Орден Ленина,
  - Медаль «Золотая Звезда» № 8894.
- Орден Отечественной войны  I степени. Указ Президиума Верховного Совета СССР от 11 марта 1985 года.
- Орден Отечественной войны II степени.Приказ командира 7 артиллерийского корпуса прорыва резерва Главного Командования № 014/н от 30 августа 1944 года.
- Орден Красной Звезды.Приказ командира 326 стрелковой дивизии № 04 от 4 марта 1943 года.
- Орден Красной Звезды.
- Орден «Знак Почёта».Указ Президиума Верховного Совета СССР от (?).
- Медали, в том числе:
  - Медаль «За победу над Германией в Великой Отечественной войне 1941—1945 гг.». Указ Президиума Верховного Совета СССР от 9 мая 1945 года.
  - Юбилейная медаль «Двадцать лет Победы в Великой Отечественной войне 1941—1945 гг.» Указ Президиума Верховного Совета СССР от 7 мая 1965 года.
  - Юбилейная медаль «Тридцать лет Победы в Великой Отечественной войне 1941—1945 гг.» Указ Президиума Верховного Совета СССР от 25 апреля 1975 года.
  - Юбилейная медаль «Сорок лет Победы в Великой Отечественной войне 1941—1945 гг.» Указ Президиума Верховного Совета СССР от 12 апреля 1985 года.

- Награды Украины:
  - орден «За заслуги» III степени. Указ президента Украины от 3 мая 2006 года № 337/2006.
  -  Орден Богдана Хмельницкого III  степени. Указ президента Украины № 1329/99 от 14 октября 1999 года.
  - Медаль «Защитнику Отечества». Указ президента Украины № 1329/99 от 14 октября 1999 года.
  - Медаль Жукова. Указ президента Украины № 198/98 от 18 марта 1998 года.
  - Юбилейная медаль «Пятьдесят лет Победы в Великой Отечественной войне 1941—1945 гг.». Указ президента Украины № 339/95 от 29 апреля 1995 года.
  - Юбилейная медаль «60 лет Победы в Великой Отечественной войне 1941—1945 гг.». Указ президента Украины № 290/2005 от 21 февраля 2005 года.